# Peacemaker (série télévisée)
Pour les articles homonymes, voir Peacemaker.
Cet article concerne la série télévisée de HBO Max. Pour la série télévisée de USA Network, voir Peacemakers (série télévisée).
Peacemaker est une série télévisée américaine créée par James Gunn et diffusée depuis le 13 janvier 2022 sur le service HBO Max.
Au Québec, la série est diffusée sur Crave, et à la télévision à partir du 3 novembre 2022 sur Z. En France, elle est disponible sur Prime Video depuis le 30 décembre 2022. Cependant elle reste inédite dans les autres pays francophones.
La série est centrée sur le Peacemaker, un personnage de l'éditeur DC Comics dont la version cinéma a été introduite en 2021 dans le film The Suicide Squad. Chronologiquement, elle se déroule après les événements du film. Sa première saison se déroule dans la continuité du DC Extended Universe, néanmoins, elle rejoint le DC Universe à partir de sa seconde.

## Synopsis
Laissé pour mort après sa confrontation avec Bloodsport lors de leur mission sur l'île de Corto Maltese avec la Force Spéciale X, Christopher Smith, alias le Peacemaker a, en réalité, survécu. Il est retrouvé par l'équipe d'Amanda Waller afin de lui confier une nouvelle mission : sauver le monde d'une armée de papillons de l'espace.

## Distribution

### Acteurs principaux
- John Cena (VF : Raphaël Cohen) : Christopher Smith / Peacemaker
- Danielle Brooks (VF : Aurélie Konaté) : Leota Adebayo
- Freddie Stroma (VF : Hervé Rey) : Adrian Chase / Vigilante
- Chukwudi Iwuji (VF : Jean-Baptiste Anoumon) : Clemson Murn / Ik Nobe Lok
- Jennifer Holland (VF : Marie Chevalot) : Emilia Harcourt
- Steve Agee (VF : Bruno Magne) : John Economos
- Robert Patrick (VF : Patrick Raynal) : Auggie Smith, le père de Chris / White Dragon

### Acteurs récurrents
- Lochlyn Munro (VF : Philippe Vincent) : l'inspecteur Larry Fitzgibbon
- Annie Chang : l'inspectrice Sophie Song
- Christopher Heyerdahl (VF : Éric Legrand) : le capitaine Locke
- Elizabeth Ludlow (VF : Anne-Sophie Nallino) : Keeya Adebayo
- Rizwan Manji (en) (VF : Guillaume Bourboulon) : Jamil
- Nhut Le (VF : Benjamin Bollen) : Judomaster
- Alison Araya : Amber
- Lenny Jacobson (en) (VF : Fabrice Lelyon) : Evan
- Nathan Fillion : Guy Gardner / Green Lantern
- Isabela Merced : Hawkgirl
- Frank Grillo : Rick Flag, Sr
- Sean Gunn : Maxwell Lord

### Invités de l'univers cinématographique DC
- Viola Davis (VF : Maïk Darah) : Amanda Waller (saison 1, épisodes 1 et 8)
- Jason Momoa (VF : Xavier Fagnon) : Arthur Curry / Aquaman (saison 1, épisode 8)
- Ezra Miller (VF : Gauthier Battoue) : Barry Allen / Flash (saison 1, épisode 8)
- Joel Kinnaman (VF : Gilduin Tissier) : Colonel Rick Flag (images d'archives de The Suicide Squad)
- Michael Rooker

 Source et légende : version française (VF) sur RS Doublage

## Production

### Développement
Alors qu'il travaillait sur la post-production du film The Suicide Squad durant la pandémie de Covid-19, James Gunn commence à écrire une série télévisée sur le Peacemaker, un personnage interprété par John Cena dans le film. Dans un premier temps, c'était un projet que Gunn écrivait uniquement par plaisir, sans but de le réaliser réellement. Néanmoins, il fut approché par le président de DC Films, Walter Hamada, pour savoir s'il était intéressé par la possibilité de créer une série sur l'un des personnages du film. En effet, avec l'arrivée de HBO Max, le studio souhaite désormais créer des projets dérivés à destination du service.
HBO Max passe la commande d'une première saison en septembre 2020. Il est annoncé que Gunn écrirait les huit épisodes de la saison et en réaliserait cinq. John Cena signe pour reprendre son rôle mais également pour être l'un des producteurs délégués de la série.
Lors de la sortie de The Suicide Squad en 2021, le film se termine par une scène post-générique introduisant la série. Gunn dévoile que la série explorera la relation entre Christopher Smith et son père, Auggie Smith, interprété par Robert Patrick, sujet rapidement abordé dans le film. L'écriture de la saison inaugurale lui a pris huit semaines, durant sa courte pause avant le début de la production des Gardiens de la Galaxie Vol. 3. Le réalisateur précise que, comme The Suicide Squad, la série n'a pas de tabou mais est plus réaliste et calme que le film et aborde des sujets de société.
En février 2022, la série est renouvelée pour une seconde saison qui sera entièrement réalisée par James Gunn.

### Distributions des rôles
Lors de la commande de la série en septembre 2020, le retour de John Cena est confirmé. Les mois suivant, il est annoncé que Steve Agee et Jennifer Holland reprendront également les rôles qu'ils tiennent dans le film dans la série. Parallèlement, Danielle Brooks, Robert Patrick, Chris Conrad et Chukwudi Iwuji viennent compléter la distribution principale.
En décembre 2020, plusieurs acteurs potentiellement récurrents sont annoncés dont Lochlyn Munro, Annie Chang et Christopher Heyerdahl. En février 2021, Elizabeth Ludlow, Rizwan Manji, Nhut Le, Alison Araya et Lenny Jacobson rejoignent la série. Fin mai 2021, il est annoncé que Freddie Stroma remplacera Chris Conrad dans le rôle d'Adrian Chase à la suite de son départ du projet en raison de divergences artistiques.

### Tournage
Le tournage de la série se déroule à Vancouver au Canada. Il a débuté le 15 janvier 2021 sous le titre de travail The Scriptures.

### Fiche technique
- Titre original : Peacemaker
- Création : James Gunn
- Décors : Lisa Soper
- Costumes : Shay Cunliffe
- Musique : Clint Mansell et Kevin Kiner
- Producteur délégués : James Gunn, Peter Safran, Matthew Miller et John Cena
- Sociétés de production : Troll Court Entertainment, The Safran Company, DC Films et Warner Bros. Television
- Sociétés de distribution : HBO Max (télévision, États-Unis) et Warner Bros. Television (globale)
- Pays d'origine :  États-Unis
- Langue originale : anglais
- Format : Couleur  - 4K - son Dolby Atmos
- Genre : Super-héros et comédie d'action

 Sauf indication contraire, les informations mentionnées dans cette section peuvent être confirmées par la base de données cinématographiques IMDb,  présente dans la section « Liens externes ».

## Liste des épisodes

### Première saison (2022)
Elle est diffusée depuis le 13 janvier 2022 sur HBO Max.
1. Un tout nouveau monde (A Whole New Whirled)
2. Meilleurs amis, pour jamais (Best Friends, For Never)
3. L'Effet papillon (Better Goff Dead)
4. Dur dur d’être un gland (The Choad Less Traveled)
5. Le Super-Gorille (Monkey Dory)
6. Murn un autre jour (Murn After Reading)
7. Au nom du Père, du Fils et du Saint Dragon (Stop Dragon My Heart Around)
8. Meuh-tenant ou jamais (It's Cow or Never)

### Deuxième saison (2025)
Note : Pour les informations de renouvellement voir la section Production.
Elle sera diffusée le 21 août 2025.

## Accueil
(mars 2024).
Le contenu est difficilement compréhensible vu les erreurs de traduction, qui sont peut-être dues à l'utilisation d'un logiciel de traduction automatique.

### Audience
Selon Whip Media, qui suit les données d'audience de 19 millions d'utilisateurs dans le monde de leur application TV Time, Peacemaker était la nouvelle série la plus attendue de janvier 2022. Variety l'a également nommée l'une des 40 séries les plus attendues de 2022. La société d'analyse Samba TV, qui rassemble des données d'audience auprès de certains téléviseurs intelligents[Quoi ?] et fournisseurs de contenu, a rapporté que 638 000 foyers américains ont regardé le premier épisode au cours de ses quatre premiers jours de diffusion. C'est considérablement inférieur aux estimations pour deux séries récentes du streaming rival Disney+ : Le Livre de Boba Fett (1,7 million de foyers américains au cours de ses cinq premiers jours) et Hawkeye (1,5 million de foyers américains lors de son lancement). Whip Media a calculé que Peacemaker était la troisième série originale en streaming la plus élevée[Quoi ?] auprès des téléspectateurs américains au cours de la semaine de sa première, derrière Le Livre de Boba Fett et Cobra Kai. Elle est restée à cette position dans le classement pendant les deux semaines suivantes, a chuté à la quatrième place pendant les semaines de sortie des sixième et septième épisodes et a terminé à la deuxième place au cours de la semaine de la finale de la saison.
JustWatch estime que Peacemaker était la deuxième ou la troisième série en streaming la plus regardée aux États-Unis pour chaque semaine de sa sortie, derrière Yellowstone, Yellowjackets et Severance à différentes semaines. Parrot Analytics détermine les « expressions de demande » du public en fonction de diverses sources de données, notamment le streaming vidéo, l'activité sur les réseaux sociaux, le partage de photos, les commentaires sur les plateformes d'évaluation des fans et des critiques, le téléchargement et le streaming sur des sites de partage de fichiers et les blogs. Au cours de la semaine des débuts de la série, la société a calculé qu'elle se classait au cinquante-deuxième rang des séries américaines en streaming les plus demandées. Elle est remontée à la septième place la semaine suivante et est restée dans le top dix pour le reste de sa course[Quoi ?]. Il a été calculé qu'il s'agissait de la quatrième série en streaming la plus demandée aux États-Unis au cours de la semaine de la finale de la première saison, Parrot affirmant qu'elle était 33,7 fois plus demandée qu'une série moyenne. À l'échelle mondiale, la société[Quoi ?] a déclaré que Peacemaker était la série la plus demandée au monde une semaine après ses débuts, devant des séries populaires telles que Le Livre de Boba Fett et The Witcher.
Dans le classement Trending TV de Variety, qui examine l'engagement hebdomadaire du public sur la base des mentions, des retweets et des likes sur Twitter, la série est apparue dans le top 10 pour chaque semaine de sortie d'un nouvel épisode, commençant à la deuxième place avec 295 000 engagements. derrière Euphoria de HBO qui en comptait 440 000. Il s'est classé premier pour la première fois lors de la semaine de la finale de la saison, avec près de 700 000 engagements. Le site a déclaré que cela « a époustouflé la concurrence télévisée », Euphoria étant la prochaine série la plus proche cette semaine-là avec environ 460 000 engagements. Deadline Hollywood a rapporté que chaque épisode de Peacemaker avait reçu une audience plus élevée que le précédent, et HBO Max a déclaré que l'audience de la finale de la saison était 44 % plus élevée que celle de la première de la série. Selon le service, la finale a battu le record d'audience quotidienne la plus élevée d'un épisode original de HBO Max. Au Royaume-Uni, où Peacemaker n'est sorti qu'après la fin de sa diffusion aux États-Unis, la série était la troisième la plus piratée pour le premier trimestre 2022 après Euphoria et Le Livre de Boba Fett.

### Réponse critique
Le site web Rotten Tomatoes rapporte un taux d'approbation de 94 % avec une note moyenne de 7,7/10, sur la base de 89 avis. Le consensus critique du site se lit comme suit : « John Cena est toujours en forme solide dans le rôle de Peacemaker, menant une sacrément bonne période qui donne au scénariste-réalisateur James Gunn la pleine permission de laisser flotter son drapeau bizarre »[incompréhensible]. Metacritic lui attribue une note moyenne pondérée de 70 sur 100 sur la base de 26 critiques, indiquant « des avis généralement favorables ».
IGN attribue aux trois premiers épisodes une note de 8 sur 10, affirmant que « première en trois épisodes propose une mise à terre loufoque du vigilantisme »[incompréhensible] tout en louant les performances et l'humour des acteurs. The Guardian attribue aux trois premiers épisodes une note de 3 sur 5 en écrivant « le personnage de James Gunn's Suicide Squad obtient sa propre série HBO Max avec des résultats mitigés mais une performance centrale gagnante ».
La séquence titre a été acclamée par la critique, Matt Roush de TV Guide déclarant qu'elle « capture parfaitement l'esprit ironique » de la série.

### Distinctions
Agee a été nommé « Interprète de la semaine » par TVLine pour la finale de la saison, en particulier pour son monologue émouvant sur les raisons pour lesquelles Economos se teint la barbe. Le site a également noté les performances dans l'épisode de Chang, Brooks, Holland et Cena, ce dernier étant également nommé une mention honorable pour « Interprète de la semaine » pour l'épisode précédent, en particulier pour les scènes où Peacemaker tue son père et prie pour Eagly.